# Crow høvdinge
Crow høvdinge var crow stammens anerkendte ledere til ind i reservattiden.

## Berømte høvdinge

### Crow høvdinge i hundedagene
1675 (ca.): No Vitals (No Intestines):12  og hans tilhængere brød med hidatsaerne ved Missouri River i North Dakota og stiftede crow stammen. De startede på en lang og søgende vandring, der til sidst førte deres efterkommere til crowernes historiske hjemland af floddale og bjergområder i det sydlige Montana og nordcentrale Wyoming.:19 
Running Coyote udfyldte tomrummet efter No Vitals død inden vandringen var afsluttet.:23 
Den næste høvding var Paints His Body Red, hvis arvtager var Red Fish. Efterfølgerne One Heart og Raven Face var samtidige. White Moccasin Top var den sidste høvding til at stå i spidsen for lejrflytninger med kun hunde som trækdyr.:23 

### Crow høvdinge efter erhvervelsen af heste
Young White Buffalo krediteres for at have startet crowernes forvandling til en nation af ryttere.:23 
1805: Høvding Red Calf:169  tillod som noget nyt en pelsopkøber, Francois-Antoine Larocque, at følges med sin lejr på en over to måneder lang færd tilbage til Little Bighorn River og Yellowstone River, Montana, efter en handelstur til Big Hidatsa ved Missouri River, North Dakota.
1825: På vegne af mountain crowerne:121  satte høvding Long Hair (Red Plume At Forehead):83  sit kryds på en freds- og handels-traktat med USA.:13  Long Hair var berømt for sit lange hår, der angiveligt slæbte på jorden efter ham.:50  Hans afskårne hårpragt opbevares i Chief Plenty Coups State Park, Crow Reservation. :29 
River crowen Rotten Belly eller Sore Belly (Arapoosh:121  eller Arapooish) var høvding samtidig med Long Hair:56  og ville ikke have noget at gøre med amerikanerne.:30  Hans overjordiske hjælper var tordenfuglen, som han så under en visionssøgning i Crazy Mountains.:56  Han huskes navnlig for en vellykket krigslist mod cheyennerne.:236  Maximilian zu Wied besøgte ham i hans tipi i juni 1833.:351  Efter et påstået forsøg på at indtage American Fur Companys handelspost Fort McKenzie i blackfoot territoriet:76  i juni 1834,:179  døde høvdingen i kamp med blackfoot krigere indenfor den næste måneds tid.:86 
1851: Høvding Big Shadow gik ind på Fort Laramie traktaten. De hvide kaldte ham fejlagtigt både Big Robber og Big Robert.:14 
River crowen Twines His Tail (Twines His Horse’s Tail,:83  Twist His Tail, Twined-Tail:394  og Rottentail):212  var samtidig med Big Shadow. Kendt for i sine unge dage at have anført en krigsgruppe, der var væk i to og et halvt år og kom så langt sydpå, at mændene så mandshøje kaktusser.:162 
1865 (ca.): Tip Of Fur planlagde et vellykket bisonstyrt ud over en skrænt ved Dryhead Creek (Indtørret Hoved Bækken). Høvdingens navn er knyttet til stedet, da hovederne af alle de døde bisoner blev efterladt ved foden af skrænten på Tip Of Furs foranledning, hvor de tørrede ind.: 
1868: Høvding Sits In The Middle Of The Land:34  afstod store landområder til USA, og crow reservatet blev oprettet. Kaldt Blackfoot af amerikanerne.:14  Kæmpede mod både lakotaer:35  og blackfoot krigere.:36  Kendt for sin poetiske beskrivelse af stammens land som omsluttet af en enorm tipi med de fire tipipæle placeret fjernt fra hinanden på territoriets yderpunkter i øst, vest, nord og syd.:37 
1875: Høvding Long Horse var i Washington D.C. i starten af 1870erne sammen med bl.a. høvdingene Sits In The Middle Of The Land og Iron Bull.:Foto mellem 98 og 99  Kæmpede mod siouxer og faldt under et angreb på dem :283  et sted nær Judith Gap:82  i sommeren 1875.:115  Et hundrede crower hævnede tabet af den vellidte høvding ved at dræbe otte siouxer nogle måneder senere.:292 
Nogle af de sidste crow høvdinge i traditionel forstand var Old Crow, Two Belly, Long Elk, Pretty Eagle, Medicine Crow,:114  og Two Leggings. Efter høvding Plenty Coups’ død i 1932 gik crowerne over til at have reservat-ledere.:30  Plenty Coups er kendt for sin placering af en fjerprydelse ved Den Ukendte Soldats Grav på Arlington National Cemetery i 1921.:345 